# Напівкокс
Напівкокс — продукт напівкоксування.
Зольність напівкоксу вище за зольності початкового вугілля, оскільки мінеральні компоненти практично не відлучаються при температурі напівкоксування.
Вихід летких речовин з напівкоксу залежить від їх виходу з вугілля, становлячи 23-25 % від вихідного.
Вміст вуглецю в напівкоксі завжди вище, ніж в початковому вугіллі, причому, чим молодше вугілля, тим більше зростає вміст вуглецю в напівкоксі. Так, якщо у вугіллі вміст Cdaf коливається від 68 до 85 %, то в напівкоксі — від 84,4 до 91,8 %. Вміст водню у вугіллі змінюється від 9,15 до 3,86 %, а в напівкоксі — 4,38 — 2,65 %, тобто на 5,3 і 1,7 %. Вміст кисню в напівкоксі не перевищує 5 %.
Таким чином, напівкокси завжди мають більш близький елементний склад і більше збагачені вуглецем, що підвищує їх якість, як енергетичного палива, оскільки теплота їх згоряння (32-35 МДж/кг) значно вище, ніж у вихідного молодого вугілля і торфу.
У залежності від спікливості вугілля напівкокс може бути спеченим або залишатися в шматках і зернах.
Напівкокс має підвищену пористістю (40-45 % проти 5-6 % у вугілля) і відповідно малу насипну щільність (0,5-0,6 т/м3). Він має високу реакційну здатність до СО2, добре горить, легко запалюється.
Елементарні структурні одиниці напівкоксу відрізняються від вихідного вугілля більшим ступенем конденсації, що дозволяє говорити про принципову схожість процесу термодеструкції і метаморфізму в природних умовах.